# Zoya : Les Chemins du destin
Pour plus de détails, voir Fiche technique et Distribution.
Zoya : les chemins du destin (Zoya) est un téléfilm américain réalisé par Richard A. Colla en 1995.

## Synopsis
Zoya est une comtesse russe, cousine d'Anastasia. À la suite de la célèbre révolution contre les Romanov, la jeune comtesse Zoya s'enfuit à Paris avec sa grand-mère. L'argent vient très vite à manquer, elle décide donc d'incorporer la troupe de ballet russe contre l'avis de sa grand-mère. 
Pendant la première guerre mondiale, à la venue des américains, Zoya tombe immédiatement amoureuse d'un colonel, Clayton Andrews. Ils se marient et Zoya l'accompagne en Amérique. Ils ont deux enfants: un garçon Nikki et une fille Sasha.
Lors du krach boursier de 1929, le colonel est ruiné et meurt d'une crise cardiaque. Zoya se retrouve seule à devoir subvenir aux besoins de ses enfants. Elle devient par la suite vendeuse dans une boutique de luxe. Très vite, sa directrice utilise le titre de noblesse de Zoya pour s'attirer une clientèle et cette dernière devient son bras droit et son amie. Lors d'un voyage d'affaires à Paris, Zoya rencontre un riche styliste, Simon Hirsh, egalement exilé de la Russie. Il tombe amoureux d'elle; malgré ses réticences du début, Zoya finit par tomber sous son charme. Après leur mariage, maman d'un troisième enfant Matthew, Zoya ouvre avec l'aide de Simon sa propre boutique dont le nom portera son titre et son emblème. Seulement la seconde guerre mondiale est en cours en Europe, et après l'attaque de Pearl Harbor, les États-Unis annoncent leur entrée en guerre. Simon et son fils Nikki s'engagent alors...

## Fiche technique
- Titre original : Zoya
- Réalisateur :Richard Colla
- Scénariste : L. Virginia Browne
- Société de production : The Cramer Company
- Producteur : Kay Hoffman
- Musique du film : William Goldstein
- Directeur de la photographie : Laszlo George
- Montage : Michael S. Murphy
- Distribution des rôles : Robin Lippin
- Création des décors : Peter Wooley
- Création des costumes : Barbara Lane
- Pays d'origine : États-Unis
- Genre : Film dramatique
- Durée : 171 minutes
- Date de sortie : 22 janvier 1997 en France

## Distribution
- Melissa Gilbert (VF : Céline Monsarrat) : Zoya Ossipov
- Bruce Boxleitner (VF : Edgar Givry) : Clayton Andrews
- David Warner (VF : Michel Papineschi)  : Prince Vladimir
- Diana Rigg (VF : Nadine Alari) : Evgenia
- Julie Cox : Maria
- Cameron Bancroft (VF : Emmanuel Curtil)  : Nicholas
- Denise Alexander (VF : Régine Blaess) : Axelle
- Don Henderson : Feodor
- Peggy Cass (VF : Maria Tamar) : Mrs. Molloy
- Jane How : Natalya
- Richard Durden : Konstantin
- Samuel West (VF : Arnaud Arbessier) : Nicolai
- Brian Williams : Pompier
- James Hanlon : Pompier
- Margaret Illmann : Sophia
- Gregory Hlady :	Diaghilev
- Densil Pinnock : Jimmy
- Burtt Harris : Fitzhugh
- Caroline Néron : Lucy
- Henderson Forsythe : Arnold Evan
- Margaret Hilton : Nanny Alice
- Catherine Colvey : Lillian
- Donna Sarrasin : Maggie
- Robert Vezina : Raynaud Owner
- Gabriel Gascon : Docteur Paris
- Emma Stevens (VF : Christine Paris): Grande Duchesse Marina
- Philip Casnoff (VF : Nicolas Marié) : Simon Hirsch
- Julian Stone (VF : Pierre-François Pistorio) : Freddy
- Susan Haskell (VF : Annabelle Roux) : Elizabeth
- Jennifer Garner : Sasha
- Maxim Roy : Colette
- Frank Schorpion : David
- David Francis : Juge